# Costache Negri (Galați)
Pour les articles homonymes, voir Costache.
Costache Negri est une commune de Moldavie roumaine, dans le județ de Galați, jumelée à la ville de La Roche-sur-Yon, en France.

## Politique
| Parti | Parti                                                 | Sièges |
| ----- | ----------------------------------------------------- | ------ |
|       | Parti social-démocrate (PSD)                          | 5      |
|       | Parti national libéral (PNL)                          | 5      |
|       | Union nationale pour le progrès de la Roumanie (UNPR) | 1      |